# Dansbacka
Dansbacka var en by i Sjundeå i det finländska landskapet Nyland. Byns namn kan syfta till ordet dansk(e), som nationalitetsbeteckning eller som binamn. Mellan konsonanterna s och b kan ka tidigt ha fallit bort. Namnet, tillsammans med Danskarudd, kan syfta på en kort period av danska operationer i Nyland.

## Historia
Under äldre tider kallades byn för Norrbirke och Birkeby. I skriftliga källor omnämns byn i ett donationsbrev från 1389, där den på grund av ett skrivfel benämns nor byggiom i stället för nor bijrkiom. Byn har då troligen fungerat som centralby för den norra delen av trakten kring ån som rinner genom nordvästra Sjundeå.
År 1541 fanns det två bönder i Dansbacka. År 1608 var båda hemmanen i byn öde, men det ena togs åter i bruk 1624. Från och med 1633 hörde byn till Svidja slott, som då ägdes av Henrik Fleming. I slutet av 1600-talet omtalas Kapelladen i Dansbacka. Troligen härstammar namnet från ett tidigare rivet kapell, vars virke använts för att bygga ladan. Det kan dock inte uteslutas att en mindre kyrkobyggnad möjligen har funnits i det närbelägna Munks by.
När större delen av Svidja slotts landbolägenheter såldes av Emmanuel Vikberg i början av 1800-talet, köptes frälsejorden i Dansbacka – under namnet Ängskulla – av överstelöjtnant Magnus Ehrnrooth, ägare till Laxpojo gård i Lojo. Lägenheten avskildes från Laxpojo år 1896 och har därefter varit självständig.